# Saint-Vigor-d'Ymonville
Saint-Vigor-d’Ymonville là một xã thuộc tỉnh Seine-Maritime trong vùng Normandie miền bắc nước Pháp.

## Dân số
| 1962                                            | 1968 | 1975 | 1982 | 1990 | 1999 | 2006 |
| ----------------------------------------------- | ---- | ---- | ---- | ---- | ---- | ---- |
| 567                                             | 571  | 647  | 757  | 835  | 859  | 971  |
| Starting in 1962: Population without duplicates |      |      |      |      |      |      |